# Ariel Nicholson
Ariel Nicholson (Mahwah, Nueva Jersey; 3 de junio de 2001) es una modelo estadounidense y activista de los derechos LGBT. Fue la primera modelo abiertamente transgénero en desfilar para Calvin Klein y la primera persona abiertamente transgénero en aparecer en la portada de Vogue.

## Primeros años de vida
Nicholson nació y creció en Mahwah (Nueva Jersey). A una edad temprana, les dijo a sus padres que no "pertenecía a un chico" y, en quinto grado, empezó a usar pronombres femeninos y a tomar Lupron para suprimir los efectos de la pubertad masculina. También acudía a un terapeuta del Instituto Ackerman para la Familia en ese momento. Cuando estaba en octavo grado, apareció en el documental de la PBS Growing Up Trans, donde habló de su decisión de tomar estradiol.

## Carrera profesional
Mientras estudiaba en el instituto, Nicholson firmó con DNA Model Management. Fue elegida por Raf Simons para desfilar en el desfile de primavera/verano de 2018 de Calvin Klein, haciendo su debut como modelo. Fue la primera mujer transgénero en desfilar en un desfile de Calvin Klein. Desde entonces, Nicholson ha aparecido en campañas publicitarias de Calvin Klein, editoriales en Vogue y W, y ha desfilado en pasarelas para Marc Jacobs y Miu Miu. Fue fotografiada por Mert & Marcys para la portada del número de aniversario de Love.
Apareció en la portada de septiembre de 2020 del Vogue italiano.
En octubre de 2020, Nicholson apareció en el número de "The Thoughts Leaders" de V Magazine. En 2021, Nicholson se convirtió en la primera persona abiertamente transgénero en aparecer en la portada de Vogue.

## Activismo
Es voluntaria en Gender & Family Project, una organización que apoya a los jóvenes transgénero y a sus familias.

## Vida personal
Nicholson vive con sus padres y hermanos en Park Ridge (Nueva Jersey.